# Hella Jurich
Hella Jurich (* 28. Dezember 1980 in Tokio) ist eine ehemalige deutsche Beachvolleyballspielerin. Mit Rieke Brink-Abeler als Partnerin war sie 2004 deutsche Meisterin.

## Karriere
Hella Jurich begann 1990 mit dem Volleyball in der Halle. Im Mai 2000 spielte sie ihr erstes Beachvolleyball-Turnier. 2003 gründete sie ein Duo mit Rieke Brink-Abeler, das im ersten Jahr keine großen Erfolge vorweisen konnte. 2004 traten die beiden Frauen aus Münster als Außenseiterinnen bei der deutschen Meisterschaft in Timmendorfer Strand an und besiegten im Finale die Olympiateilnehmerinnen Pohl/Rau. Im folgenden Jahr belegten sie den 13. Platz der Weltmeisterschaft in Berlin und nahmen erstmals an der World Tour teil. 2006 schafften sie es bei einigen Turnieren der Weltserie auf Rang fünf und erreichten das Finale der deutschen Meisterschaft, das sie gegen Goller/Ludwig verloren. Bei der WM 2007 in Gstaad blieben sie in der Vorrunde sowie im deutschen Duell der ersten Hauptrunde gegen Banck/Lahme ohne Satzverlust, schieden aber gegen die nächsten deutschen Gegnerinnen Claasen/Röder aus. Nach einer erneuten deutschen Vizemeisterschaft 2008 trennte Jurich sich von ihrer langjährigen Partnerin Rieke Brink-Abeler und spielte 2009 und 2011 mit Antje Röder sowie 2010 mit Melanie Gernert.
Hella Jurich wurde zusammen mit Rieke Brink-Abeler vom Sportbund der Stadt Münster beim Ball des Sports 2006 sowie 2008 als Mannschaft des Jahres ausgezeichnet.

## Privates
Jurich lebt in Berlin und absolvierte ein Fernstudium in Betriebswirtschaftslehre. Heute ist sie Geschäftsführerin beim IfT Institut für Talententwicklung. Jurich war von 2014 bis 2018 mit dem Beachvolleyballer Tilo Backhaus verheiratet; die beiden haben eine Tochter.